# Alive and Hostile E.P.
Die Alive and Hostile E.P. ist die zweite EP der US-amerikanischen Metal-Band Pantera. Sie enthält Live-Versionen bereits veröffentlichter Songs der Band.

## Hintergrund
Die Alive and Hostile E.P. wurde nur kurz nach dem dritten Studioalbum der Band, Far Beyond Driven, im April 1994 veröffentlicht, enthält aber keinerlei Songmaterial dieses Albums. Bei dieser EP handelt es sich um eine Zusammenstellung aus Livemitschnitten, die bereits in den Jahren 1990 und 1991 aufgenommen wurden. Da Pantera ab 1990 ihre vier zuvor veröffentlichten Studioalben gänzlich ignorierte, folgt daraus, dass die EP nur Songs des 1990 veröffentlichten Studioalbums Cowboys from Hell beinhaltet. Trotz des sehr großen Erfolgs des zuvor veröffentlichten Albums Far Beyond Driven verpasste die Alive and Hostile E.P. einen Einstieg in die Charts.
Die EP wurde zweimal als Bonus einer Special Edition wiederveröffentlicht: zum einen als Bestandteil der im Jahre 1994 in Australien veröffentlichten Driven Downunder Tour ’94 – Souvenir Collection und einmal als Bonus der im Jahre 2010 veröffentlichten 20th Anniversary Edition des Studioalbums Cowboys from Hell.

## Herkunft der Liveaufnahmen
Obwohl auf dem Inlay der Alive and Hostile E.P. nur der Text „All tracks recorded live“ abgedruckt wurde und im Booklet keine weiteren Informationen zur Herkunft der fünf Livemitschnitte gegeben sind, setzte sich im Laufe der Zeit mehr und mehr die allgemeine Ansicht durch, alle Aufnahmen würden vom Auftritt beim Monsters-of-Rock-Festival in Moskau im Jahre 1991 stammen. Im Internet ist diese Ansicht mehrfach nachzulesen. Diese Meinung wurde noch einmal bestärkt durch die Veröffentlichung der aus drei CDs bestehenden 20th Anniversary Edition von Cowboys from Hell im Jahre 2010: In dieser Special Edition ist die EP als Bonus enthalten und im Booklet dieser Wiederveröffentlichung ist abgedruckt, dass alle fünf Aufnahmen der EP von besagtem Auftritt in Moskau stammen. Doch diese Angaben sind so nicht korrekt, und genau das beweist ironischerweise erstmals auch eben genau diese Special Edition von Cowboys from Hell. In dieser Edition sind nämlich neben der Alive and Hostile E.P. auf CD2 weitere Liveaufnahmen enthalten, aufgenommen im Foundations Forum in Los Angeles im Jahre 1990. Vergleicht man nun die Livemitschnitte der Songs Cowboys From Hell und Heresy von der Alive And Hostile E.P. mit denen, die im Foundations Forum aufgenommen wurden, stellt man u. a. auch anhand der Ansagen von Frontmann Phil Anselmo schnell fest, dass es sich um dieselben handelt. Der gravierende Unterschied liegt lediglich im Mix. Wurden die Aufnahmen für die Alive and Hostile E.P. anno 1994 deutlich nachgebessert und aufpoliert, so wirken sie im Zuge der Veröffentlichung der Aufnahmen aus dem Foundations Forum wesentlich rauer und sind kaum nachbearbeitet.
Bezüglich des Songs Cowboys from Hell ergibt sich ein weiterer Beweis, wenn man die Aufnahme der Alive and Hostile E.P. mit der Aufnahme, die auf den Singles I’m Broken/Slaughtered oder Planet Caravan enthalten ist, vergleicht, denn die Version, die auf den beiden genannten Singles enthalten ist, entspricht tatsächlich dem Livemitschnitt des Konzerts in Moskau und unterscheidet sich daher deutlich von der Aufnahme dieser EP.
Daraus ergibt sich folgende Zusammenfassung hinsichtlich der Herkunft der Liveaufnahmen der Alive and Hostile E.P.: Die Liveaufnahmen der Songs Domination, Primal Concrete Sledge und Psycho Holiday stammen tatsächlich vom Auftritt beim Monsters-of-Rock-Festival in Moskau im Jahre 1991. Die Aufnahmen der Songs Cowboys from Hell und Heresy stammen hingegen vom Auftritt im Foundations Forum in Los Angeles im Jahre 1990.
Zusätzliche Verwirrung hinsichtlich der Zuordnung dieser Aufnahmen ergibt sich zum einen daraus, dass sich die mehrfach veröffentlichten Livemitschnitte aus Moskau hinsichtlich ihrer Spiellänge teilweise deutlich unterscheiden. Das liegt daran, dass bei manchen Versionen die Ansagen von Philip Anselmo sowie Fanjubel weggeschnitten bzw. verkürzt wurden, bei anderen Versionen hingegen nicht.
Außerdem entstand durch die ebenfalls 1994 veröffentlichte Single Planet Caravan weiteres Durcheinander: Auf dieser Single wurden die enthaltenen Livemitschnitte von Cowboys from Hell und Heresy fälschlicherweise als „Recorded in Moscow 1992“ deklariert. Eigentlich handelt es sich aber hierbei einerseits bei Cowboys from Hell um den Livemitschnitt aus Moskau, allerdings aufgenommen 1991, und andererseits bei Heresy erneut um die 1990 im Foundations Forum in Los Angeles aufgenommene Version.

## Titelliste
Erstveröffentlichung 1994
1. Domination (Live)* (6:27) (Philip Anselmo, Darrell Lance Abbott, Rex Brown, Vincent Paul Abbott) (von Cowboys from Hell)
2. Primal Concrete Sledge (Live)* (3:52) (Anselmo, Abbott, Brown, Abbott) (von Cowboys from Hell)
3. Cowboys from Hell (Live)** (4:16) (Anselmo, Abbott, Brown, Abbott) (von Cowboys from Hell)
4. Heresy (Live)** (4:56) (Anselmo, Abbott, Brown, Abbott) (von Cowboys from Hell)
5. Psycho Holiday (Live)* (6:05) (Anselmo, Abbott, Brown, Abbott) (von Cowboys from Hell)

Wiederveröffentlichung als Bonus der 20th Anniversary Edition von Cowboys from Hell 2010
1. Domination (Live)* (7:01) (Anselmo, Abbott, Brown, Abbott) (von Cowboys from Hell)
2. Primal Concrete Sledge (Live)* (3:17) (Anselmo, Abbott, Brown, Abbott) (von Cowboys from Hell)
3. Cowboys from Hell (Live)** (4:16) (Anselmo, Abbott, Brown, Abbott) (von Cowboys from Hell)
4. Heresy (Live)** (4:59) (Anselmo, Abbott, Brown, Abbott) (von Cowboys from Hell)
5. Psycho Holiday (Live)* (5:49) (Anselmo, Abbott, Brown, Abbott) (von Cowboys from Hell)

- * aufgenommen am 28. September 1991 auf dem Flugplatz Moskau-Tuschino
- ** aufgenommen am 15. September 1990 im Foundations Forum in Los Angeles

## Besetzung
- Gesang: Phil Anselmo
- Gitarre: Diamond Darrell
- Bass: Rex Brown
- Schlagzeug: Vinnie Paul